# Nagyatád
Nagyatád is een plaats (város) en gemeente in het Hongaarse comitaat Somogy. Nagyatád telt 12020 inwoners (2001).

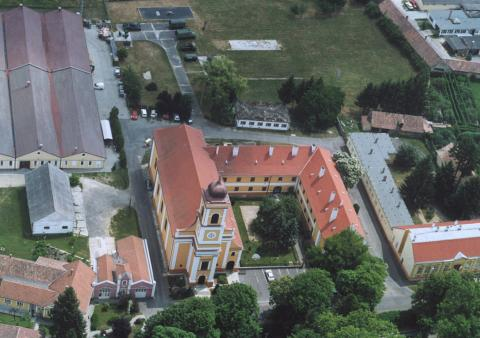
Rooms katholieke kerk van Nagyatád
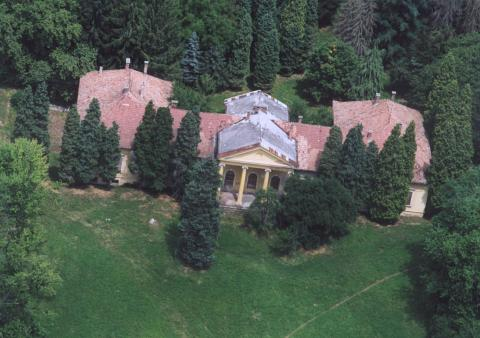